# Santo Anzà
Santo Anzà (Catania, 17 november 1980) is een Italiaans wielrenner. Hij kwam in 2011 uit voor het Vacansoleil Pro Cycling Team.

## Loopbaan
Anzà begon zijn profloopbaan in 2002 in België. Als stagiair kon hij aan de slag bij Landbouwkrediet - Colnago, waarvoor hij nadien nog twee seizoenen zou uitkomen. Nadien trok hij terug naar zijn thuisland.
In 2005 behaalde hij zijn beste resultaat in het klassieke werk: een tiende plaats in de Ronde van Lombardije.
Anzà is vooral een renner voor de Italiaanse semi-klassiekers. Zo won hij in 2006 de Giro della Romagna en schreef hij in 2007 de Trofeo Melinda op zijn naam. Verder behaalde hij tal van ereplaatsen in dergelijke wedstrijden. Ook in korte rittenkoersen kan Anzà meespelen. Hij werd in 2007 bijvoorbeeld tweede in het eindklassement van de Brixia Tour, een wedstrijd die hij in 2008 wist te winnen.
Begin 2009 maakte hij de overstap naar Amica Chips-Knauf maar halverwege 2009 veranderde Anzà opnieuw van team. Vanaf juli 2009 reed hij voor de ISD-wielerploeg. Sinds begin 2011 rijdt hij Vacansoleil-DCM.
In 2006 reed Anzà de Ronde van Italië, maar verder dan een 109e plaats kwam hij niet.

## Belangrijkste resultaten
2004
- 9e - Giro della Romagna

2005
- 4e - Ronde van Burgos
- 4e - Trofeo Melinda
- 10e - Ronde van Lombardije
- 10e - Coppa Sabatini

2006
- 1e - Giro della Romagna
- 3e - Trofeo Melinda
- 4e - Ronde van de Apennijnen
- 4e - Ronde van Emilia
- 5e - Coppa Agostoni
- 7e - Ronde van Lazio
- 8e - Brixia Tour

2007
- 1e - Trofeo Melinda
- 2e - Brixia Tour
- 5e - Ronde van Lazio
- 6e - Coppa Placci

2008
- 1e - etappe 4 Brixia Tour
- 1e - Eindklassement Brixia Tour
- 6e - Trofeo Melinda
- 8e - Ronde van de Apennijnen

2009
- 1e - etappe 3 Brixia Tour

## Resultaten in voornaamste wedstrijden
| Jaar | Ronde van Italië | Ronde van Frankrijk | Ronde van Spanje |
| ---- | ---------------- | ------------------- | ---------------- |
| 2005 |                  |                     |                  |
| 2006 | 109e             |                     |                  |
| 2011 |                  |                     | 48e              |

| Jaar | Ronde van Lombardije |
| ---- | -------------------- |
| 2005 | 10e                  |
| 2006 | 52e                  |
| 2011 |                      |